# Ahmad bin Abdul Aziz
Ahmad bin Abdul Aziz, född 1942 i Saudiarabien, är en prins som tillhör Saudiarabiens kungahus. Han är son till kung Ibn Saud och dennes hustru Hassa bint Ahmad al-Sudairi. Han och hans sex helbröder formade under 1960-talet en maktgrupp inom huset Saud som av utländska journalister fick beteckningen ”Sudairisjuan”.
Prins Ahmad studerade vid universitet i USA mellan 1962 och 1968. Han utsågs till vice inrikesminister 1975 efter att ha varit viceguvernör i provinsen Mekka från 1971. Han efterträdde sin bror Nayef som inrikesminister när denne avled i juni 2012. På egen begäran avgick han efter fem månader från denna post.